# Demminer Bahnen
Die Demminer Bahnen umfassten unter dem Dach der Pommerschen Landesbahnen ein umfangreiches Netz von Kleinbahnen mit einer Spurweite von 750 Millimetern. Ihre Gleise lagen nahezu ausschließlich in dem damals noch vollständig zu Vorpommern gehörenden Landkreis Demmin. Daher auch der Name Demminer Bahnen. Nur einige Abschnitte der Westbahn lagen auf mecklenburgischem Gebiet.

## Vorgeschichte
Nachdem bereits seit dem 1. Januar 1878 von der Berliner Nordbahn die Verbindung Berlin–Neubrandenburg–Demmin–Stralsund betrieben wurde, versuchten auch abseits dieser Strecke gelegene Ortschaften einen Bahnanschluss zu bekommen. Im damaligen Landkreis Demmin mussten vor allem für die landwirtschaftlichen Produkte der Landgüter und Gutsdörfer der Großgrundbesitzer zuverlässige Transportmittel geschaffen werden. Ab Mai 1893 hatte die Firma Lenz & Co mit Vorarbeiten für ein Kleinbahnprojekt begonnen. Nach verschiedenen Untersuchungen zur möglichen Spurweite wurde im Februar 1895 die Spurweite auf 750 Millimeter festgelegt, vor allem um so den Baukostenzuschuss durch die Provinzialregierung zu erhalten.

## AG Demminer Kleinbahnen Ost (DKBO)
| Streckennetz der DKBO in orange |                                                          |                                            |                                            |
| Kursbuchstrecke: | 112p (Demmin – Treptow 1934) 112q (Demmin – Jarmen 1934) |                                            |                                            |
| Streckenlänge: | 63,3 km                                                  |                                            |                                            |
| Spurweite: | 750 mm (Schmalspur)                                      |                                            |                                            |
| |                                                          |                                            |                                            |
| \| \| 0,0 \| Demmin Klbf vom Bahnhof \| Demmin Klbf vom Bahnhof \| \| \| \| zur Demminer Hafenbahn (Dreischienengleis) \| \| \| \| \| \| \| \| \| \| nach Metschow (DKBW) \| \| \| \| \| nach Neubrandenburg \| \| \| \| 4,7 \| Kiesgrube (1927) \| Kiesgrube (1927) \| \| \| 5,1 \| Eugenienberg \| Eugenienberg \| \| \| 6,4 \| Siedenbrünzow nach Tutow \| Siedenbrünzow nach Tutow \| \| \| 8,8 \| Vanselow \| Vanselow \| \| \| 10,8 \| Schmarsow \| Schmarsow \| \| \| 0,0 \| \| \| \| \| 0,7 \| Schmarsow Weiche \| Schmarsow Weiche \| \| \| 0,0 \| Abzweig Tutow \| Abzweig Tutow \| \| \| 3,5 \| Flugplatz Tutow \| Flugplatz Tutow \| \| \| 3,9 \| Heydenhof \| Heydenhof \| \| \| 5,8 \| Plötz \| Plötz \| \| \| 7,8 \| Wilhelminenthal \| Wilhelminenthal \| \| \| \| Müssentiner Forst \| \| \| \| 10,2 \| Müssentin \| Müssentin \| \| \| \| Kiesgrube Zarrenthin \| \| \| \| 12,4 \| Jarmen \| Jarmen \| \| \| \| Zuckerfabrik Jarmen \| \| \| \| \| zu den Greifswalder Bahnen \| \| \| \| \| \| \| \| \| 13,2 \| Osten \| Osten \| \| \| 16,7 \| Alt Tellin \| Alt Tellin \| \| \| 17,7 \| Siedenbüssow \| Siedenbüssow \| \| \| 21,2 \| Daberkow \| Daberkow \| \| \| 22,4 \| Hedwigshof \| Hedwigshof \| \| \| 22,9 \| Pritzenow \| Pritzenow \| \| \| 26,0 \| Bartow \| Bartow \| \| \| 26,8 \| Wüstenberg Weiche \| Wüstenberg Weiche \| \| \| 27,4 \| Groß Below \| Groß Below \| \| \| 29,7 \| Breest \| Breest \| \| \| \| Landgraben \| \| \| \| 34,7 \| Kölln \| Kölln \| \| \| 36,6 \| Wodarg \| Wodarg \| \| \| 38,7 \| Siedenbollentin \| Siedenbollentin \| \| \| 41,0 \| Werder \| Werder \| \| \| 43,2 \| Grischow \| Grischow \| \| \| 46,4 \| Grapzow \| Grapzow \| \| \| 48,7 \| Treptower Tollense Ziegelei \| Treptower Tollense Ziegelei \| \| \| \| Tollense Viadukt 220 m \| \| \| \| \| Demminer Chaussee \| \| \| \| \| Loickenziner Weg \| \| \| \| \| Barkower Straße \| \| \| \| \| von Metschow (DKBW) \| \| \| \| 50,9 \| Altentreptow Landesbahn Übergang DR \| Altentreptow Landesbahn Übergang DR \| |                                                          |                                            |                                            |
| Kopfbahnhof Streckenanfang (Strecke außer Betrieb) · Strecke | 0,0                                                      | Demmin Klbf vom Bahnhof                    | Demmin Klbf vom Bahnhof                    |
| Abzweig geradeaus und nach links (Strecke außer Betrieb) · Kreuzung (Strecken außer Betrieb) · Abzweig geradeaus und ehemals von rechts |                                                          | zur Demminer Hafenbahn (Dreischienengleis) | zur Demminer Hafenbahn (Dreischienengleis) |
| Strecke nach links (außer Betrieb) · Abzweig geradeaus und von rechts (Strecke außer Betrieb) · Strecke |                                                          |                                            |                                            |
| Strecke von links (außer Betrieb) · Abzweig geradeaus und nach rechts (Strecke außer Betrieb) · Strecke |                                                          | nach Metschow (DKBW)                       | nach Metschow (DKBW)                       |
| Kreuzung geradeaus unten (Strecke geradeaus außer Betrieb) · Abzweig ehemals geradeaus und nach rechts |                                                          | nach Neubrandenburg                        | nach Neubrandenburg                        |
| Abzweig geradeaus und nach links (Strecke außer Betrieb) · Strecke (außer Betrieb) | 4,7                                                      | Kiesgrube (1927)                           | Kiesgrube (1927)                           |
| Haltepunkt / Haltestelle (Strecke außer Betrieb) · Strecke (außer Betrieb) | 5,1                                                      | Eugenienberg                               | Eugenienberg                               |
| Bahnhof (Strecke außer Betrieb) · Strecke nach links (außer Betrieb) | 6,4                                                      | Siedenbrünzow nach Tutow                   | Siedenbrünzow nach Tutow                   |
| Bahnhof (Strecke außer Betrieb) | 8,8                                                      | Vanselow                                   | Vanselow                                   |
| Bahnhof (Strecke außer Betrieb) | 10,8                                                     | Schmarsow                                  | Schmarsow                                  |
| Strecke von links (außer Betrieb) · Abzweig geradeaus und nach rechts (Strecke außer Betrieb) | 0,0                                                      |                                            |                                            |
| Strecke (außer Betrieb) · Dienststation / Betriebs- oder Güterbahnhof (Strecke außer Betrieb) | 0,7                                                      | Schmarsow Weiche                           | Schmarsow Weiche                           |
| Strecke (außer Betrieb) · Abzweig geradeaus und nach links (Strecke außer Betrieb) · Strecke von rechts (außer Betrieb) | 0,0                                                      | Abzweig Tutow                              | Abzweig Tutow                              |
| Strecke (außer Betrieb) · Strecke (außer Betrieb) · Kopfbahnhof Streckenende (Strecke außer Betrieb) | 3,5                                                      | Flugplatz Tutow                            | Flugplatz Tutow                            |
| Strecke (außer Betrieb) · Bahnhof (Strecke außer Betrieb) | 3,9                                                      | Heydenhof                                  | Heydenhof                                  |
| Strecke (außer Betrieb) · Bahnhof (Strecke außer Betrieb) | 5,8                                                      | Plötz                                      | Plötz                                      |
| Strecke (außer Betrieb) · Bahnhof (Strecke außer Betrieb) | 7,8                                                      | Wilhelminenthal                            | Wilhelminenthal                            |
| Strecke (außer Betrieb) · Dienststation / Betriebs- oder Güterbahnhof (Strecke außer Betrieb) |                                                          | Müssentiner Forst                          | Müssentiner Forst                          |
| Strecke (außer Betrieb) · Bahnhof (Strecke außer Betrieb) | 10,2                                                     | Müssentin                                  | Müssentin                                  |
| Strecke (außer Betrieb) · Abzweig geradeaus und nach links (Strecke außer Betrieb) |                                                          | Kiesgrube Zarrenthin                       | Kiesgrube Zarrenthin                       |
| Strecke (außer Betrieb) · Bahnhof (Strecke außer Betrieb) | 12,4                                                     | Jarmen                                     | Jarmen                                     |
| Strecke (außer Betrieb) · Abzweig geradeaus und nach links (Strecke außer Betrieb) |                                                          | Zuckerfabrik Jarmen                        | Zuckerfabrik Jarmen                        |
| Strecke (außer Betrieb) · Strecke nach links (außer Betrieb) |                                                          | zu den Greifswalder Bahnen                 | zu den Greifswalder Bahnen                 |
| Strecke nach links (außer Betrieb) · Strecke von rechts (außer Betrieb) |                                                          |                                            |                                            |
| Haltepunkt / Haltestelle (Strecke außer Betrieb) | 13,2                                                     | Osten                                      | Osten                                      |
| Bahnhof (Strecke außer Betrieb) | 16,7                                                     | Alt Tellin                                 | Alt Tellin                                 |
| Bahnhof (Strecke außer Betrieb) | 17,7                                                     | Siedenbüssow                               | Siedenbüssow                               |
| Bahnhof (Strecke außer Betrieb) | 21,2                                                     | Daberkow                                   | Daberkow                                   |
| Haltepunkt / Haltestelle (Strecke außer Betrieb) | 22,4                                                     | Hedwigshof                                 | Hedwigshof                                 |
| Bahnhof (Strecke außer Betrieb) | 22,9                                                     | Pritzenow                                  | Pritzenow                                  |
| Bahnhof (Strecke außer Betrieb) | 26,0                                                     | Bartow                                     | Bartow                                     |
| Dienststation / Betriebs- oder Güterbahnhof (Strecke außer Betrieb) | 26,8                                                     | Wüstenberg Weiche                          | Wüstenberg Weiche                          |
| Bahnhof (Strecke außer Betrieb) | 27,4                                                     | Groß Below                                 | Groß Below                                 |
| Bahnhof (Strecke außer Betrieb) | 29,7                                                     | Breest                                     | Breest                                     |
| Brücke über Wasserlauf (Strecke außer Betrieb) |                                                          | Landgraben                                 | Landgraben                                 |
| Bahnhof (Strecke außer Betrieb) | 34,7                                                     | Kölln                                      | Kölln                                      |
| Bahnhof (Strecke außer Betrieb) | 36,6                                                     | Wodarg                                     | Wodarg                                     |
| Bahnhof (Strecke außer Betrieb) | 38,7                                                     | Siedenbollentin                            | Siedenbollentin                            |
| Bahnhof (Strecke außer Betrieb) | 41,0                                                     | Werder                                     | Werder                                     |
| Bahnhof (Strecke außer Betrieb) | 43,2                                                     | Grischow                                   | Grischow                                   |
| Bahnhof (Strecke außer Betrieb) | 46,4                                                     | Grapzow                                    | Grapzow                                    |
| Abzweig geradeaus und nach links (Strecke außer Betrieb) | 48,7                                                     | Treptower Tollense Ziegelei                | Treptower Tollense Ziegelei                |
| Brücke über Wasserlauf (Strecke außer Betrieb) |                                                          | Tollense Viadukt 220 m                     | Tollense Viadukt 220 m                     |
| Brücke (Strecke außer Betrieb) |                                                          | Demminer Chaussee                          | Demminer Chaussee                          |
| Brücke (Strecke außer Betrieb) |                                                          | Loickenziner Weg                           | Loickenziner Weg                           |
| Brücke (Strecke außer Betrieb) |                                                          | Barkower Straße                            | Barkower Straße                            |
| Abzweig geradeaus und von rechts (Strecke außer Betrieb) |                                                          | von Metschow (DKBW)                        | von Metschow (DKBW)                        |
| Kopfbahnhof Streckenende (Strecke außer Betrieb) | 50,9                                                     | Altentreptow Landesbahn Übergang DR        | Altentreptow Landesbahn Übergang DR        |

Es begann mit der Gründung der Demminer Kleinbahnen AG am 14. März 1895. Der Bau der Bahnstrecke wurde der führenden Kleinbahnbau- und Betriebs-Gesellschaft Lenz & Co. aus Stettin übertragen, die bis 1910 auch den Bahnbetrieb betreute. Diese Aufgabe ging am 1. April 1910 auf die Kleinbahn-Abteilung des Provinzialverbandes der Provinz Pommern in Stettin über. Das Gründungskapital betrug 1.532.000 Reichsmark. Davon entfielen 39,2 Prozent auf den Kreis-Kommunalverband Demmin, 27 Prozent auf den Provinzialverband von Pommern und 33,8 Prozent wurden von Lenz & Co. gehalten.
Die erste 23 Kilometer lange Strecke führte ab 23. Januar 1897 vom neu errichteten Kleinbahnhof in der ehemaligen Kreisstadt Demmin über Schmarsow nach Osten, bis die Stadt Jarmen, die wie Demmin an der Peene liegt, erreicht war. Vom Demminer Bahnhofsgelände verlief sie zunächst im Gefälle parallel zur Normalspurstrecke Demmin–Neubrandenburg, um dann nahe der Tollense diese Strecke mit einer Blechträgerbrücke zu unterqueren. Zunächst der Tollense folgend, bis zur Station Siedenbrünzow parallel neben der 1935 gebauten Normalspurstrecke zum Flugplatz Tutow erreichte die Kleinbahn bei Kilometer 10,84 den Abzweigbahnhof Schmarsow. Statt der an den Stationen der DKB üblichen Wellblechbude befand sich hier ab 1898 ein dreigeschossiges Empfangsgebäude. Beim Bahnhof Plötz änderte die Strecke ihre Richtung nach Norden.
Nach dem Durchfahren des Müssentiner Forstes und der Überquerung des Kuckucksgrabens vor Müssentin wurde die Stadt Jarmen erreicht. Hier fand sie Anschluss an die Kleinbahn Greifswald–Jarmen (GJK) in gleicher Spurweite, mit der sie den Jarmener Kleinbahnhof gemeinschaftlich nutzte. Hier waren auch die Jarmener Zuckerfabrik, die Kiesgrube bei Zarrenthin und der Landwirtschaftliche Einkaufs- und Verkaufsverein (LEVV) an die Kleinbahn angeschlossen. Der Hafen Jarmen war über das Gleis der GJK zu erreichen. Ein bereits 1899 geplantes Umladegleis zur Strecke der Mecklenburg-Pommerschen Schmalspurbahn AG (MPSB) nach Friedland, die in der Spurweite von 600 mm erbaut war, konnte wegen mangelnden Interesses der MPSB erst 1912 im Zusammenhang mit dem Bau des neuen Speichers der LEVV am Hafen errichtet werden.
Von Schmarsow führte gleichzeitig die zweite Teilstrecke zuerst parallel zur Tollense in südöstlicher Richtung weiter. Ab Siedenbüssow verlief sie in östlicher Richtung, bei Hedwigshof die Reichsstraße 96 querend, nach Pritzenow und schwenkte dann wieder nach Südwesten. Die Station in Bartow, mit einem Anschluss an die örtliche Molkerei, war der größte Zwischenbahnhof der Strecke. Bei Breest wurde das Tal des Großen Landgrabens überquert.
Der Abschnitt zwischen Grapzow und Treptow an der Tollense war der teuerste und anspruchsvollste. Um große Steigungen zum Tollensetal zu vermeiden, waren tiefe Geländeeinschnitte erforderlich. Die letzten zwei Kilometer verlief die Strecke auf einem sechs bis acht Meter hohen Damm, der von Brücken über die Tollense und drei Straßen unterbrochen wurde. Besonders zu erwähnen ist hier das Tollense-Viadukt, das mit seiner 220 Meter langen Stahlkonstruktion das längste Brückenbauwerk aller pommerschen Kleinbahnen war.
Nach 40 Kilometern Fahrt wurde in Treptow an der Tollense die Staatsbahnstrecke Stralsund–Neubrandenburg erreicht. Bei der Streckeneröffnung war der Abschnitt zwischen Schmarsow und Grapzow nur für beschränkten öffentlichen Güterverkehr zugelassen. Hier wurde der Personenverkehr erst am 5. Juni 1897 bis Treptow aufgenommen.
1935 beförderte die DKBO 63.333 Personen und 115.348 Tonnen Güter.

### Fahrzeuge
| Typ/Baureihe | Betriebsnummer | Betriebsnummer          | Bauart   | Baujahr   | Bemerkung |
| Typ/Baureihe | DKBO           | Pommersche Landesbahnen | Bauart   | Baujahr   | Bemerkung |
| ------------ | -------------- | ----------------------- | -------- | --------- | --- |
| Lenz-Typ m   | 1m–5m          | 206–209                 | B n2t    | 1896–1897 | 2m 1947 Neuaufbau mit Teilen von 1m und 4m, 1949 umgezeichnet in 99 4601; 3m 1935 ausgemustert, 5m als Reparationsleistung an die Sowjetunion |
| Lenz-Typ o   | 6o             | 223                     | C n2t    | 1899      | 1945 als Reparationsleistung an die Sowjetunion                                                                                               |
| Lenz-Typ nn  | 11nn           | 246                     | B'B n4vt | 1909      | |
| Lenz-Typ M   | 51M            | 251                     | D n2t    | 1914      | 1945 als Reparationsleistung an die Sowjetunion                                                                                               |
| Lenz-Typ Dh  | 52Dh           | 261                     | Dh2t     | 1912      | ehemals Bleckeder Kleinbahn Nr. 5, ab 1922 Schlawer Bahnen Nr. 8, ab 1935 bei DKBO                                                            |

## AG Demminer Kleinbahnen West (DKBW)
| Kopfbahnhof Streckenanfang (Strecke außer Betrieb)                  | 0,0      | Demmin Kleinbahnhof              | Demmin Kleinbahnhof              |
| Abzweig geradeaus und von rechts (Strecke außer Betrieb)            |          | Demminer Hafenbahn               | Demminer Hafenbahn               |
| Abzweig geradeaus und nach links (Strecke außer Betrieb)            |          | nach Schmarsow DKBO              | nach Schmarsow DKBO              |
| Brücke über Wasserlauf (Strecke außer Betrieb)                      |          | Tollense                         | Tollense                         |
| Haltepunkt / Haltestelle (Strecke außer Betrieb)                    | 4,8      | Lindenfelde                      | Lindenfelde                      |
| Haltepunkt / Haltestelle (Strecke außer Betrieb)                    | 7,5      | Lindenhof                        | Lindenhof                        |
| Haltepunkt / Haltestelle (Strecke außer Betrieb)                    | 9,8      | Pentz                            | Pentz                            |
| Bahnhof (Strecke außer Betrieb)                                     | 10,7     | Metschow                         | Metschow                         |
| Abzweig geradeaus und nach links (Strecke außer Betrieb)            |          | nach Altentreptow (siehe unten)  | nach Altentreptow (siehe unten)  |
| Haltepunkt / Haltestelle (Strecke außer Betrieb)                    | 13,1     | Borrentin                        | Borrentin                        |
| Haltepunkt / Haltestelle (Strecke außer Betrieb)                    | 15,2     | Gnevezow                         | Gnevezow                         |
| Haltepunkt / Haltestelle (Strecke außer Betrieb)                    | 16,6     | Wolkwitz                         | Wolkwitz                         |
| Haltepunkt / Haltestelle (Strecke außer Betrieb)                    | 19,1     | Alt Sommersdorf                  | Alt Sommersdorf                  |
| Brücke über Wasserlauf (Strecke außer Betrieb)                      |          |                                  |                                  |
| Haltepunkt / Haltestelle (Strecke außer Betrieb)                    | 20,8     | Neu Sommersdorf                  | Neu Sommersdorf                  |
| Haltepunkt / Haltestelle (Strecke außer Betrieb)                    | 23,4     | Grammentin                       | Grammentin                       |
| Dienststation / Betriebs- oder Güterbahnhof (Strecke außer Betrieb) | 25,1     | Grammentin Forst                 | Grammentin Forst                 |
| Haltepunkt / Haltestelle (Strecke außer Betrieb)                    | 27,4     | Wüstgrabow                       | Wüstgrabow                       |
| Grenze (Strecke außer Betrieb)                                      |          | Mecklenburg-Strelitz             | Mecklenburg-Strelitz             |
| Kreuzung geradeaus oben (Strecke geradeaus außer Betrieb)           |          | Güstrow–Neubrandenburg           | Güstrow–Neubrandenburg           |
| Bahnhof (Strecke außer Betrieb)                                     | 30,4 0   | Stavenhagen Anschlussbahnhof     | Stavenhagen Anschlussbahnhof     |
| Bahnhof (Strecke außer Betrieb)                                     | 31,2 1,2 | Stavenhagen Kleinbahnhof         | Stavenhagen Kleinbahnhof         |
| Haltepunkt / Haltestelle (Strecke außer Betrieb)                    | 3,1      | Neubauhof                        | Neubauhof                        |
| Haltepunkt / Haltestelle (Strecke außer Betrieb)                    | 5,1      | Pribbenow                        | Pribbenow                        |
| Dienststation / Betriebs- oder Güterbahnhof (Strecke außer Betrieb) | 6,3      | Rottmannshagen Weiche zu Preußen | Rottmannshagen Weiche zu Preußen |
| Haltepunkt / Haltestelle (Strecke außer Betrieb)                    | 8,1      | Rottmannshagen zu Preußen        | Rottmannshagen zu Preußen        |
| Haltepunkt / Haltestelle (Strecke außer Betrieb)                    | 9,3      | Zettemin zu Preußen              | Zettemin zu Preußen              |
| Dienststation / Betriebs- oder Güterbahnhof (Strecke außer Betrieb) | 10,8     | Zettemin Anschluss zu Preußen    | Zettemin Anschluss zu Preußen    |
| Haltepunkt / Haltestelle (Strecke außer Betrieb)                    | 12,2     | Rützenfelde zu Preußen           | Rützenfelde zu Preußen           |
| Brücke über Wasserlauf (Strecke außer Betrieb)                      |          | Kittendorfer Peene               | Kittendorfer Peene               |
| Haltepunkt / Haltestelle (Strecke außer Betrieb)                    | 14,0     | Clausdorf                        | Clausdorf                        |
| Haltepunkt / Haltestelle (Strecke außer Betrieb)                    | 15,4     | Mittelhof                        | Mittelhof                        |
| Haltepunkt / Haltestelle (Strecke außer Betrieb)                    | 17,2     | Kittendorf                       | Kittendorf                       |
| Haltepunkt / Haltestelle (Strecke außer Betrieb)                    | 19,8     | Neu Bredenfelde                  | Neu Bredenfelde                  |
| Dienststation / Betriebs- oder Güterbahnhof (Strecke außer Betrieb) | 20,4     | Groß Varchow Anschluss           | Groß Varchow Anschluss           |
| Kopfbahnhof Streckenende (Strecke außer Betrieb)                    | 20,6     | Bredenfelde                      | Bredenfelde                      |

| Bahnhof (Strecke außer Betrieb)                                     | 0,0  | Metschow                 | Metschow                 |
| Abzweig geradeaus und nach rechts (Strecke außer Betrieb)           |      | nach Stavenhagen         | nach Stavenhagen         |
| Haltepunkt / Haltestelle (Strecke außer Betrieb)                    | 1,9  | Schwichtenberg           | Schwichtenberg           |
| Dienststation / Betriebs- oder Güterbahnhof (Strecke außer Betrieb) | 2,7  | Schwichtenberg Anschluss | Schwichtenberg Anschluss |
| Haltepunkt / Haltestelle (Strecke außer Betrieb)                    | 4,8  | Hohenbollentin           | Hohenbollentin           |
| Brücke über Wasserlauf (Strecke außer Betrieb)                      |      | Augraben                 | Augraben                 |
| Haltepunkt / Haltestelle (Strecke außer Betrieb)                    | 7,3  | Gehmkow                  | Gehmkow                  |
| Haltepunkt / Haltestelle (Strecke außer Betrieb)                    | 9,5  | Törpin                   | Törpin                   |
| Haltepunkt / Haltestelle (Strecke außer Betrieb)                    | 10,6 | Sarow                    | Sarow                    |
| Haltepunkt / Haltestelle (Strecke außer Betrieb)                    | 14,4 | Altenhagen               | Altenhagen               |
| Haltepunkt / Haltestelle (Strecke außer Betrieb)                    | 15,7 | Neuenhagen               | Neuenhagen               |
| Haltepunkt / Haltestelle (Strecke außer Betrieb)                    | 19,0 | Tützpatz                 | Tützpatz                 |
| Haltepunkt / Haltestelle (Strecke außer Betrieb)                    | 21,2 | Schossow                 | Schossow                 |
| Haltepunkt / Haltestelle (Strecke außer Betrieb)                    | 24,6 | Japzow                   | Japzow                   |
| Dienststation / Betriebs- oder Güterbahnhof (Strecke außer Betrieb) | 26,4 | Wildberg Anschluss       | Wildberg Anschluss       |
| Haltepunkt / Haltestelle (Strecke außer Betrieb)                    | 28,2 | Wildberg                 | Wildberg                 |
| Haltepunkt / Haltestelle (Strecke außer Betrieb)                    | 29,2 | Wischershaus             | Wischershaus             |
| Haltepunkt / Haltestelle (Strecke außer Betrieb)                    | 31,0 | Wolkow                   | Wolkow                   |
| Haltepunkt / Haltestelle (Strecke außer Betrieb)                    | 33,0 | Rottenhof                | Rottenhof                |
| Haltepunkt / Haltestelle (Strecke außer Betrieb)                    | 35,8 | Klein Teetzleben         | Klein Teetzleben         |
| Haltepunkt / Haltestelle (Strecke außer Betrieb)                    | 37,7 | Thalberg                 | Thalberg                 |
| Brücke (Strecke außer Betrieb)                                      |      | Stavenhagener Chaussee   | Stavenhagener Chaussee   |
| Kreuzung geradeaus oben (Strecke geradeaus außer Betrieb)           |      | Stralsund–Neubrandenburg | Stralsund–Neubrandenburg |
| Brücke (Strecke außer Betrieb)                                      |      | Barkower Straße          | Barkower Straße          |
| Abzweig geradeaus und von links (Strecke außer Betrieb)             |      | von Schmarsow            | DKBO                     |
| Kopfbahnhof Streckenende (Strecke außer Betrieb)                    | 42,1 | Altentreptow Landesbahn  | Altentreptow Landesbahn  |

Die Erschließung des östlichen Kreisgebietes weckte auch im westlichen Teil das Interesse an neuen Bahnstrecken. Planungen hatte es bereits vor der Jahrhundertwende gegeben, aber Lenz & Co. hatte nur die Strecke im Ostteil für bauwürdig befunden. Der Grund waren die großen Gutsanlagen an der östlichen Strecke, während der westliche Teil durch zahlreiche kleinere Bauernwirtschaften geprägt war. Besonderes Interesse hatte die Stavenhagener Zuckerfabrik, die ihre Kapazitäten durch einen größeren Einzugsbereich zum Ankauf von Zuckerrüben besser auszulasten suchte. 1909 legten Lenz & Co. erste Projekte vor. Am 2. April 1912 wurde die AG Demminer Kleinbahnen West (DKBW) mit einem Kapital von 2.758.000 Reichsmark gegründet und am 1. Juli 1913 die Strecke eröffnet, während ab 29. Januar 1913 die ältere Gesellschaft als AG Demminer Kleinbahnen Ost (DKBO) firmierte.
In beiden Aktiengesellschaften übernahm der Kreis Demmin jeweils etwa die Hälfte der Aktien, während sich der preußische Staat und die Provinz Pommern den Rest teilten. Allerdings war an der DKBW auch das Großherzogtum Mecklenburg-Schwerin mit 6,5 Prozent beteiligt, weil die Bahn auch dessen Territorium befuhr.
Auch die Strecke der jüngeren Gesellschaft nahm ihren Ausgang in der ehemaligen Kreisstadt Demmin und führte in einem weiten Bogen ausholend wieder nach Treptow/Altentreptow an der Staatsbahn zurück. In der Station Metschow – nahe dem Kummerower See – zweigte ein Ast nach Süden ab, kreuzte auf mecklenburgischem Gebiet bei der Reuterstadt Stavenhagen die Staatsbahn Neubrandenburg–Güstrow und erreichte – nach Durchfahrt durch die preußische Gemeinde Zettemin – schließlich den Endpunkt Bredenfelde im Großherzogtum.
Vom Kleinbahnhof Demmin ausgehend musste die Strecke zuerst auf einer Blechträgerbrücke die Tollense und auf einem knapp zwei Kilometer langen Damm deren Niederung überqueren. Bei Lindenfelde erreichte sie die Reichsstraße 194 nach Stavenhagen. Zuerst parallel zur Straße verlaufend, erreichte sie mit Metschow den größten Bahnhof auf der Strecke. Hier gab es ein Empfangsgebäude und einen Lokschuppen. Von Metschow aus ging die Stavenhagener Strecke zuerst nach Borrentin, wo die örtliche Molkerei ein Anschlussgleis besaß. Ab Wolkwitz verlief die Strecke in westlicher Richtung, um dann bei Alt Sommersdorf wieder in südliche Richtung zu schwenken.
Bei Wüstgrabow wurde die Grenze zu Mecklenburg-Schwerin überschritten. Im Stavenhagener Oberholz wurde die Trasse der Mecklenburgischen Friedrich Franz Eisenbahn mittels einer Blechträgerbrücke überquert. Wenige Kilometer weiter wurde der Kleinbahnhof Stavenhagen Anschlussbahnhof erreicht, über den auch die Zuckerfabrik angebunden war. Von hier ging es weiter zum Bahnhof Stavenhagen Landesbahn, dessen zweigeschossiges Empfangsgebäude das größte im gesamten Streckennetz war. Der ursprünglich vorgesehene Lokalverkehr zwischen beiden Stavenhagener Bahnhöfen wurde bereits wenige Monate nach Betriebsbeginn wegen geringer Auslastung eingestellt.
Von Stavenhagen aus in südwestlicher Richtung durchquerte die Kleinbahnstrecke die preußische Enklave Zettemin. Zwischen Rützenfelde und Clausdorf überquerte die Bahnstrecke die Kittendorfer Peene. Bei Mittelhof wurde wieder die Reichsstraße 194 erreicht. Bei Kittendorf ging es in östlicher Richtung weiter bis zum Endbahnhof Bredenfelde. Ein ursprünglich vorgesehener Streckenausbau bis Waren wurde nicht realisiert.
Die Treptower Strecke führte von Metschow zuerst in südöstlicher Richtung nach Schwichtenberg. Hinter dem Bahnhof Bollentin ging es in nordöstlicher Richtung weiter. Vor Gehmkow wurde der Augraben überquert, dahinter verlief sie in südlicher Richtung bis Sarow parallel zur Straße Demmin–Törpin–Treptow. Von Wildberg nach Klein Teetzleben führte die Fahrt in Richtung Osten. Nachdem bei der Verladestelle Thalberg ein Schwenk nach Norden durchgeführt wurde, musste vor Treptow zuerst die Stavenhagener Chaussee mit einer Brücke überquert werden. Eine zweite Brücke verlief über die Normalspurstrecke Stralsund–Neubrandenburg, und vor der Einfahrt in den Bahnhof folgte noch eine dritte Brücke über die Barkower Straße.
Das Netz der DKBW war ebenfalls in der Spur von 750 Millimetern angelegt und umfasste insgesamt eine Länge von 94 Kilometern. Zusammen mit der Hafenbahn Demmin diente nun ein zusammenhängendes Kleinbahnnetz von fast 160 Kilometern Umfang der Erschließung der landwirtschaftlich bestimmten Gegend in Vorpommern. Der Betrieb wurde am 1. Juli 1913 aufgenommen und von der Kleinbahn-Abteilung des Provinzialverbandes der Provinz Pommern in Stettin geführt.
1935 beförderte die DKBW 59.510 Personen und 85.328 Tonnen Güter.

### Fahrzeuge
| Typ/Baureihe | Betriebsnummer | Betriebsnummer          | Bauart   | Baujahr    | Bemerkung                                      |
| Typ/Baureihe | DKBW           | Pommersche Landesbahnen | Bauart   | Baujahr    | Bemerkung                                      |
| ------------ | -------------- | ----------------------- | -------- | ---------- | ---------------------------------------------- |
| Lenz-Typ nn  | 101nn–103nn    | 247–249                 | B'B n4vt | 1912       |                                                |
| Lenz-Typ m   | 111m–113m      | 205, 210, 211           | B n2t    | 1912       | 113m 1932 an Rügensche Kleinbahn (9m) verkauft |
| Lenz-Typ M   | 151M–153M      | 252–254                 | D n2t    | 1912, 1914 | 153M 1931 von GJK (10M) erworben               |

## Demminer Bahnen
Nachdem im Sommer 1913 – neben der schon bestehenden östlichen – auch die westliche Kleinbahnstrecke eröffnete, wurden sie in der Bevölkerung umgangssprachlich als „Ostbahn“ und „Westbahn“ bezeichnet. In dieser Zeit waren die Kleinbahnen sehr beliebt und wurden rege genutzt.
Während des Ersten Weltkriegs mussten die beiden Demminer Bahnen notgedrungen der Heeresverwaltung vier Lokomotiven und 75 offene Wagen zur Verfügung stellen, um so einer Beschlagnahme zuvorzukommen. Die als Heeresfeldbahnen zur Nachschubversorgung an der Front eingesetzten Fahrzeuge wurden nach Kriegsende vollständig zurückgegeben. Eine zusätzliche Entschädigungszahlung reichte aber nicht aus, um die Instandsetzungskosten zu decken.
Am 22. September 1919 übernahm die Vereinigung vorpommerscher Kleinbahnen GmbH mit Sitz in Stettin (zeitweise auch in Stralsund) die Betriebsführung beider Demminer Kleinbahngesellschaften. 1922 wurde eine Zusammenarbeit der drei Bahnen des Kreises Greifswald mit den zwei Demminer Bahnen vereinbart. In Jarmen entstand bis 1924 eine gemeinsame Zentralwerkstatt mit Lokschuppen für die fünf in diesem Gebiet tätigen Bahnen. Die Waggons konnten jetzt im ganzen Einflussgebiet verkehren. Am 1. April 1937 übernahm die Landesbahndirektion Pommern die Betriebsführung beider Demminer Kleinbahngesellschaften. Das Reichsverkehrsministerium und besonders der NS-Gauleiter und Oberpräsident von Pommern, Franz Schwede-Coburg, hatten restriktiv die Konzentration der Betriebsführungen aller 22 pommerschen Kleinbahnen durchgesetzt. Diese wurden am 1. Januar 1940 in die neu gegründeten Pommerschen Landesbahnen eingegliedert und DKBO und DKBW als „Demminer Bahnen“ bezeichnet. Rückwirkend zum 1. Januar erfolgte auch am 10. Juni 1940 Verstaatlichung der bisherigen Kleinbahngesellschaften. Per Gesetz wurden die Aktiengesellschaften entschädigungslos aufgelöst. Das Eigentum, bei den Demminer Bahnen 713.800 Reichsmark, fiel an den Staat.
Die großen Hoffnungen, die man in die Bahnen gesetzt hatte, konnten sich in der bald nach deren Bau einsetzenden Kriegs- und Zwischenkriegszeit nicht erfüllen. Nach Kriegsende verfügte die sowjetische Besatzungsmacht Ende Mai 1945 den restlosen Abbau des gesamten Schmalspurnetzes und den Abtransport als Reparation in die Sowjetunion. Die Kleinbahnen waren dort jedoch kaum zu gebrauchen. Die deutschen Fahrzeuge entsprachen meist nicht den Streckenparametern der dort üblichen öffentlichen Schmalspurbahnen. Nach nur wenigen Jahrzehnten kam es so zu einem abrupten Ende der beiden Demminer Kleinbahnen.
Gleichwohl wurde die Verwaltung der (restlichen) Pommerschen Landesbahnen und anschließend aller verstaatlichten Privatbahnen des Landes Mecklenburg in Demmin angesiedelt. Die schmal- und normalspurige Hafenbahn (2 km) in Demmin wurde vom 3. November 1899 noch bis zum 27. Mai 1995 befahren. Der geplante Wiederaufbau der Strecke Demmin–Jarmen kam nur auf dem vom übrigen Reichsbahnnetz abgetrennten Teilstück Schmarsow–Jarmen zustande. Hier wurde vom 22. Juni 1949 bis 15. Oktober 1958 auf der 600-mm-Spur der Mecklenburg-Pommerschen Schmalspurbahn (MPSB) ein Inselbetrieb abgewickelt.
In Stavenhagen liegen nahe dem früheren Kleinbahnhof an der Malchiner Straße noch etwa 50 m des alten Schmalspur-Gleises. Vor einiger Zeit wurde an dieser Stelle ein Denkmal für die Kleinbahn aufgestellt. Sonst findet man nur noch ein paar alte Brücken (z. B. bei Gehmkow oder bei Clausdorf) und aufgeschüttete Bahndämme, die teilweise als Fahrradwege umgenutzt werden. In Demmin und in Schmarsow sind die ehemaligen Bahnhofsgebäude als Wohnhäuser erhalten geblieben.